# Tanya Dimitrova
Tanya Georgieva Dimitrova est une joueuse de volley-ball bulgare née le 15 mars 1957 à Pernik.

## Biographie
Tanya Dimitrova évolue en club au Levski Sofia dans les années 1980.
Elle remporte avec l'équipe de Bulgarie de volley-ball féminin la médaille de bronze aux Jeux olympiques d'été de 1980 à Moscou.